# Île Iota
L'île Iota est une île des Bermudes. Elle fait partie d'une série d'îles nommées d'après les lettres de l'alphabet grec (voir iota). 
Située dans la Grande Baie, elle relève administrativement de la paroisse de Southampton.